# Ząbki
Ząbki è una città polacca del distretto di Wołomin nel voivodato della Masovia.
Ricopre una superficie di 11,13 km² e nel 2006 contava 24 422 abitanti.

## Sport

### Football americano
A Ząbki hanno avuto sede i Monarchs Ząbki, squadra fondata nel 2018 in seguito alla fusione dei Crusaders Warszawa con i Warsaw Dukes e chiusa nel 2019 con la rifondazione di questi ultimi.
Nella locale Dolcan Arena hanno avuto luogo le finali 2018 e 2019 della Topliga (all'epoca il massimo campionato polacco di football americano) e l'amichevole tra la nazionale polacca e quella svedese nel 2016.